# Воєводська дорога 101 (Польща)
Воєводська дорога № 101 (DW101) — колишня воєводська дорога в Поморському воєводстві, довжиною близько 1,1 км, що сполучає Пєрвошино з Косаково. Дорога повністю пролягає через Пуцький район. Відповідно до наказу № 31 Генерального директора з питань доріг державного значення та автомагістралей від 15 грудня 2021 року дорога DW100 пролягає до Косаково. Таким чином, дорога DW101 на всій своїй довжині від Пєрвошина до Косакова збігається з дорогою DW100. Крім того, дорога DW101 по всій своїй довжині є частиною повітової дороги DP1517G (Pogórze — Rewa), які також перетинаються на спільній ділянці. Дорога в полі розмічена лише на кільцевій розв'язці в Косаково.

## Історія нумерації

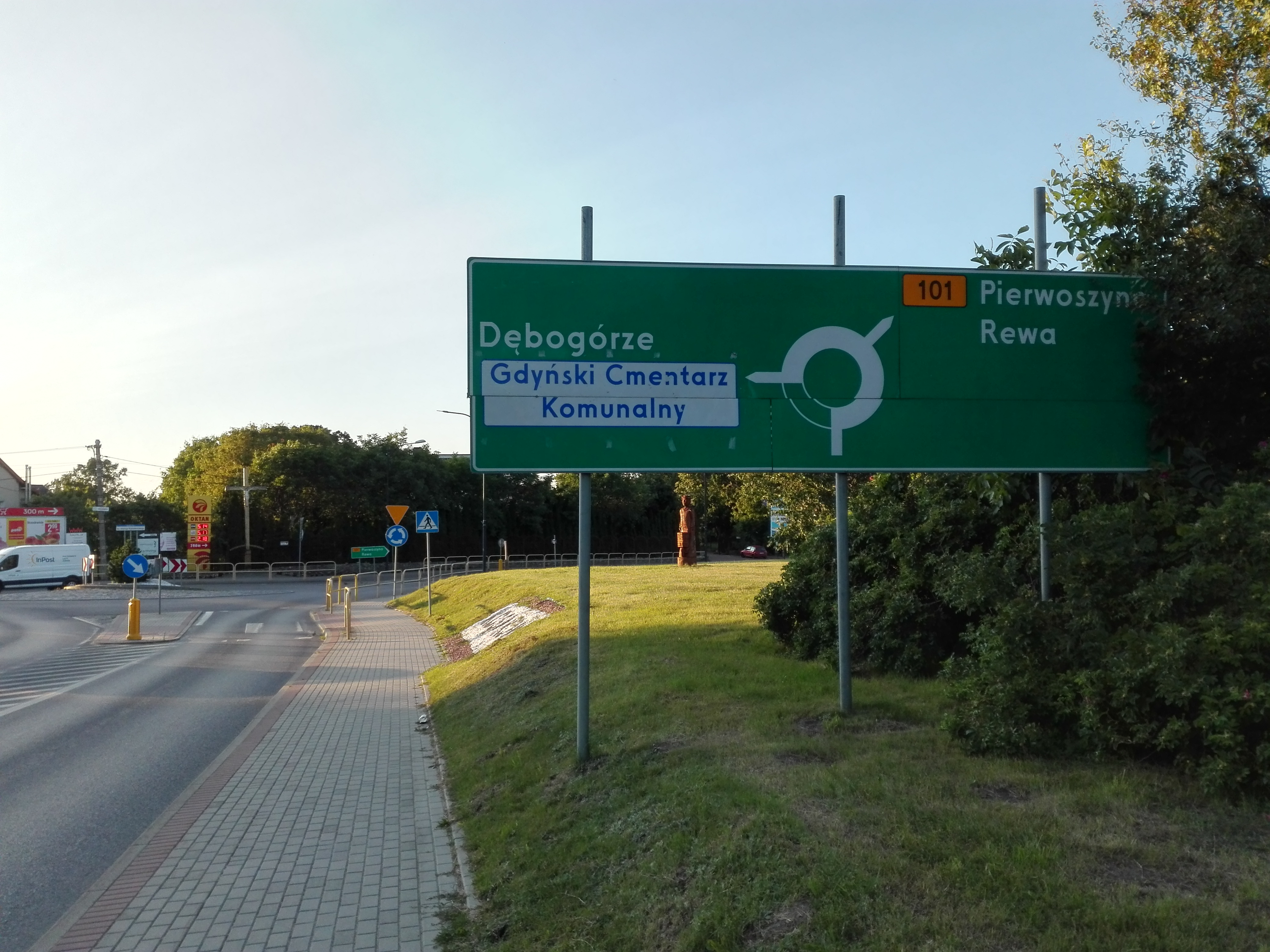
Кінець дороги DW101 в Косаково.

Вперше цифра 101 була застосована до карт і дорожніх атласів на рубежі 2002/2003 років. У раніше опублікованих дослідженнях дорога була позначена як місцева.

## Допустиме навантаження на вісь
З 13 березня 2021 року допускається рух транспортних засобів з навантаженням на одну ведучу вісь до 11,5 тонн, крім місць, позначених знаком заборони В-19.